# Valeria-Diana Schelean
Valeria-Diana Schelean-Șomfelean (n. 24 martie 1981, Oradea, România) este o avocată și politiciană română. În cadrul alegerilor parlamentare din anul 2012 a candidat pentru un mandat de deputat în Parlamentul României, reprezentând colegiul uninominal 5 din județul Caraș-Severin. A devenit deputat după ce a câștigat 20,84% din voturi.
În prima legislatură, Valeria Schelean a fost vicepreședinte al Comisiei Juridice, de Disciplină și Imunități a Camerei Deputaților și Vicepreședinte al Comisiei parlamentare comune a Camerei Deputaților și Senatului pentru elaborarea propunerii legislative pentru revizuirea Constituției României.
Valeria Schelean este membru al Biroului Permanent Național al PNL, având funcția de secretar executiv și președinte al Comisiei de administrație publică, justiție, ordine publică și siguranța cetățeanului. La nivel județean, Valeria Schelean este co-președinte al organizației PNL Caraș-Severin.

## Educația și formarea profesională
Valeria Schelean a absolvit Liceul „Henri Coandă”  din Timișoara în anul 1999 și apoi s-a înscris la Facultatea de Drept din cadrul Universității “Nicolae Titulescu”, pe care a absolvit-o în anul 2003. Din 2004 este membru al Baroului București, promovând examenul de definitivat în profesia de avocat în anul 2006. În paralel cu studiile juridice, în perioada 1999 - 2005, s-a specializat în Administrație Publică, urmând cursurile Facultății de Management din cadrul Academiei de Studii Economice.

## Activitatea profesională
Stagiatura ca avocat și-a desfășurat-o în cadrul cabinetul individual de avocat Robitu Ana, din București, unde a și devenit ulterior avocat colaborator.
În perioada mai 2007 – septembrie
2008 a fost avocat colaborator în cadrul societății de avocatură Țuca Zbârcea
și Asociații – București, una dintre cele mai mari societăți de profil din
România. Aici și-a construit o experiență solidă în diverse litigii civile,
precum litigii referitoare la retrocedarea unor proprietăți confiscate și
naționalizate de regimul comunist, litigii decurgând din executarea unor contracte
civile, despăgubiri civile, dar și litigii comerciale rezultate din relații
comerciale de drept societar. A mai reprezentat diverși clienți în litigii
privind dreptul muncii, precum și în proceduri de faliment și a oferit asistență
juridică în legătură cu piața de capital.
Din septembrie 2008 și-a înființat
propriul cabinet de avocatură în București, având ulterior colaborări cu unele
dintre cele mai mari societăți de avocați din București, precum Mușat și
Asociații sau Dragne și Asociații.
Cu Mușat și Asociații a avut conlucrări
profesionale în perioada ianuarie – iulie 2010, specializându-se în domeniul
contenciosului administrativ și fiscal, procedura achizițiilor publice sau proprietate
intelectuală și protecția mărcilor.
Din iulie 2010, a optat să își
continue activitatea profesională printr-o colaborare cu nou înființata
societate de avocatură Dragne și Asociații, fiind practic unul dintre avocații
care au contribuit la consolidarea acesteia pe piața de profil din România.
Aici și-a consolidat experiența ca avocat pledant în litigii civile și comerciale,
dar a aprofundat și domenii precum dreptul concurenței, dreptul energiei sau dreptul
fiscal. De asemenea, a activat ca avocat în diverse proceduri arbitrale.
Începând din anul 2013, este partener
În cadrul Societății civile profesionale de avocați Ciobotaru, Schelean, Maier,
Gavrilă.

## Activitatea politică
Ca deputat, Valeria Schelean
activează ca Vicepreședinte al Comisiei juridice, de disciplină și imunități din
Camera Deputaților, fiind totodată și Vicepreședinte al Comisiei parlamentare
comune a Camerei Deputaților și Senatului pentru elaborarea propunerii
legislative pentru revizuirea Constituției României. Ca membru al acestei
comisii parlamentare speciale, Valeria Schelean a susținut necesitatea
respectării voinței poporului suveran, exprimată cu ocazia Referendumului din
2009, solicitând introducerea în noul proiect de revizuire a Legii fundamentale
a dispozițiilor privind trecerea la Parlament unicameral și reducerea numărului
de parlamentari la maximum 300.
În anul 2014, Valeria Schelean a
elaborat și a susținut în plenul Camerei Deputaților moțiunea simplă pe tema
justiției intitulată „PSD are alergie la justiție”,
în care critica modul în care membri din Guvernul condus de Victor Ponta, mai
exact Ministrul Justiției Robert Cazanciuc acționa la cererea unor grupuri de
interese din cadrul PSD, precum cel constituit de Adrian Duicu, împărțind
posturi de conducere în cadrul unor Parchete. Moțiunea a fost respinsă în luna
septembrie 2014. De asemenea, a contribuit la redactarea sau și-a însușit alte
15 moțiuni simple sau de cenzură în intervalul 2012-2014.
În calitate de parlamentar a inițiat
propuneri legislative cu
subiecte diverse, acestea variind de la piața de capital, la educație,
sănătate, agricultură sau fiscalitate.
Cea mai importantă lege la inițierea
căreia a participat în mod direct este legea votului prin corespondență,
care permite românilor aflați în afara granițelor țării să voteze în condiții
civilizate, în deplină siguranță a votului. Legea a fost inițiată alături de
alți 137 de deputați și senatori din PDL și PNL și se află în prezent
înregistrată la Senatul României pentru dezbatere.
Valeria Schelean a depus un număr
important de întrebări și interpelări membrilor Guvernului, exercitându-și
astfel prerogativele de control parlamentar. Deputatul l-a chestionat pe Ministrul
de Externe Titus Corlățean în legătură cu numărul secțiilor de votare organizate
pentru românii aflați în străinătate în timpul celor două scrutinuri din 2014
pentru alegerea Președintelui României, dar și în legătură cu introducerea
votului prin corespondență, obținând un acord de principiu din partea
Ministrului de Externe pe această temă.
Deputatul de Caraș-Severin l-a chestionat pe Prim-ministrul Victor Ponta în legătură cu planul de măsuri pe
care Guvernul Ponta are de gând să-l adopte pentru salvarea morilor de la
Rudăria, aflate în patrimoniul UNESCO. A obținut pentru complexul de mori de
apă, afectate grav de inundațiile din septembrie 2014, un
ajutor de 170.000 de lei pentru reparații.
Cea mai mare parte din numărul total
de întrebări și interpelări se referă fie la situația combinatului de la Oțelu
Roșu, fie la măsurile pe care Guvernul intenționează să le ia pentru redresarea
economică și crearea de noi locuri de muncă în această zonă monoindustrială.
Valeria Schelean a atras atenția
Guvernului asupra situației discriminatorii în care s-au aflat muncitorii de la
Ductil Steel Oțelu Roșu, localitate aflată în colegiul său de deputat,
comparativ cu cei disponibilizați de grupul Mechel la Câmpia Turzii sau
Târgoviște, întrucât pentru muncitorii de la Oțelu Roșu Guvernul României nu a
întreprins niciun fel de măsuri pentru obținerea unor sume pentru reconversie
profesională, ce puteau fi accesate prin Fondul European de Ajustarea la
Globalizare. În acest sens, deputatul Valeria Schelean a ridicat subiectul în
fața Ministrului Economiei Constantin Niță,
care însă nu a oferit niciun răspuns clar, spunând doar că recomandă
identificarea la nivel local a tuturor posibilităților privind utilizarea
instrumentelor financiare ale Uniunii Europene.

## Viața personală
Valeria Schelean s-a născut în anul 1981
în municipiul Oradea, județul Bihor. A copilărit și a urmat studiile, inclusiv
cele liceale, în municipiul Timișoara, județul Timiș. Începând cu anul 1999
familia sa s-a mutat în orașul Oțelu Roșu, județul Caraș-Severin, punând bazele
unei afaceri în domeniul telecomunicațiilor, contribuind astfel la dezvoltarea
localităților de pe Valea Bistrei.
Valeria Schelean spune că știe
valoarea banilor pentru că i-a câștigat muncind, de dimineața până seara,
într-o profesie dură, precum cea de avocat.
Despre bunăstarea familiei ei,
Valeria Schelean povestește că părinții ei au construit tot ce au prin multă
muncă, model care i-a fost predat și ei, încă de mic copil. Și-a petrecut
vacanțele de vară muncind la firma părinților ei, iar prima lecție că banii se
câștigă muncind i-a fost servită încă din liceu. “Îmi doream foarte mult o rochie pe care o văzusem într-un magazin și,
când le-am cerut bani să o cumpăr, ei mi-au oferit posibilitatea să muncesc și
să îmi câștig singură banii. Am muncit o lună întreagă, cu program normal, de 8
ore pe zi. Iar la sfârșitul acestei perioade, când mi-am încasat salariul, m-a
durut sufletul să dau atâția bani (…). Părinții m-au învățat să apreciez
valoarea banilor. Mai e si un alt aspect. Noi, bănățenii, suntem altfel
construiți; atunci când avem bani, investim prioritar în confortul nostru, în
casă, în gospodărie, ne place să avem un loc al nostru în care să ne simțim
bine, nu cheltuim neapărat pe vacanțe de lux sau mașini scumpe. Asa am simțit
că e în Banat. Așa am crescut eu”.
Valeria Schelean este în prezent
necăsătorită și are doi copii, Alexandra - Timeea și Tudor.